# التیوال
التیوال (به ایتالیایی: Altivole) یک سکونتگاه مسکونی در ایتالیا است که در استان ترویزو واقع شده است.

## خصوصیات
التیوال ۲۱٫۹۵ کیلومترمربع مساحت و ۶٬۳۷۷ نفر جمعیت دارد و ۸۸ متر بالاتر از سطح دریا واقع شده است.